# Оли Мортенсен
Оли Мортенсен (ферј. Óli Mortensen; Торшавн, 7. фебруар 1996) ферјарски је пливач чија ужа специјалност су трке слободним стилом на дужим дистанцама. 
Од 2016. студира право на Правном факултету Универзитета у Копенхагену.

## Спортска каријера
Прве наступе на међународној пливачкој сцени, Мортенсен је имао као петнаестогодишњак, учествујући на митингу светског купа у малим базенима у Стокхолму 2011. године. На европским сениорским првенствима је дебитовао 2013, на Европском првенству у малим базенима, чији домаћин је био дански град Хернинг. Годину дана касније по први пут је учествовао и на Светском првенству у малим базенима, које је тада одржано у Дохи.  
На светским првенствима у великим базенима је дебитовао у Будимпешти 2017, где није остварио неки запаженији резултат, баш као ни две године касније на Првенству у Квангџуу (36. место на 800 слободно и 34. на 1.500 слободно).